# Cacher un voleur
Pour plus de détails, voir Fiche technique et Distribution.
Cacher un voleur (titre original : Concealing a Burglar) est un film muet américain réalisé par D. W. Griffith, sorti en 1908.

## Synopsis
Un homme soupçonne sa femme d'avoir comme amant un voleur.

## Fiche technique
- Titre : Cacher un voleur
- Titre original : Concealing a Burglar
- Réalisation et scénario : D. W. Griffith
- Photographie : G. W. Bitzer
- Société de production et de distribution : American Mutoscope and Biograph Company[2]
- Pays de production :  États-Unis
- Format : Noir et blanc — 35 mm — 1,33:1 — Muet
- Métrage : 663 pieds (202 mètres[3])
- Genre : Film dramatique, Film romantique
- Durée : 11 minutes (à 16 images par seconde)[3]
- Dates de sortie : 
  - États-Unis : 30 octobre 1908

## Distribution
Les noms des personnages proviennent de l'Internet Movie Database.
- Arthur V. Johnson : M. Brown
- Florence Lawrence : Mme Brown
- Linda Arvidson
- Mack Sennett : le serveur / un policier
- Jeanie Macpherson : une invitée au dîner
- Harry Solter : M. Wells[5],[4]
- George Gebhardt : un invité au dîner[4]
- Robert Harron : le valet de chambre[5],[4]

## Production
- Les scènes du film ont été tournées les 26 et 28 septembre 1908 dans le studio de la Biograph à New York.